# Saab 21R
Saab 21R var Sveriges första jetplan. R i beteckningen står för reaktionsmotor även kallat reamotor (gammalt namn för jetmotor). 

## Historik

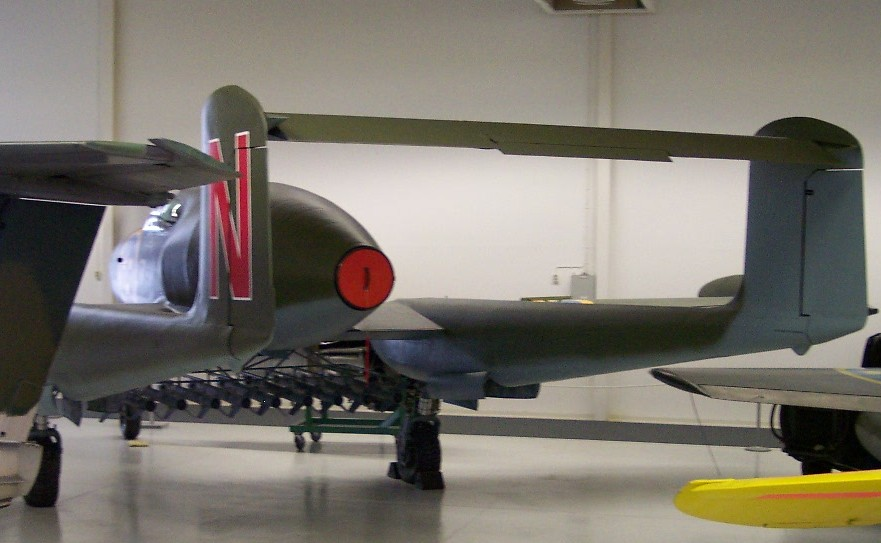
J 21R på Flygvapenmuseum i Linköping.

Utvecklingen av flygplan och motorer tog ett stort steg framåt i slutet av andra världskriget och Tyskland satte i oktober 1943 in världens första jetplan i strid, Messerschmitt Me 262. Det första engelska jetplanet blev Gloster Meteor, som kom i tjänst först 1944. I och med freden fick Sverige möjlighet att köpa jetmotorer från utlandet. 
För att skaffa  erfarenhet med jetdrift, beslöt Flygvapnet under hösten 1945 att man skulle bygga om några Saab 21 till "rea".  Reaktionsmotor var den tidens benämning för jetmotor. 
Den 10 mars 1947 skedde den första provflygningen med Åke Sundén som pilot på Bråvalla flygflottilj (F 13). Försvaret beställde 60 Saab 21R i två versioner i mars 1947: trettio 21RA  med engelsktillverkade De Havilland Goblin-motorer och trettio 21RB med licenstillverkade svenska Goblin-motorer från SFA. Goblinmotorn, även betecknad RM1, satt även i det inköpta brittiska jaktplanet J 28 Vampire. 
När man startade ombyggnaden, räknade man med att cirka 20 procent av Saab 21 skulle behöva modifieras för jetmotorn, men det visade  sig att det handlade om nästan 50 procent. Luftintagen i vingens framkant flyttades till sidorna på bakkroppen och stabilisatorn mellan bommarna höjdes för att inte bli sönderbränd av jetstrålen. Det bör nämnas att denna konvertering var unik och att resultatet har blivit omdiskuterat.
21R visade sig mindre lämpad för jaktrollen men fungerade bra för attackuppdrag. Då motorn var för stark i förhållande till flygplanet hände det lätt under jaktuppdrag på hög höjd att man överskred vingens mach-tal vilket gjorde att flygplanet började vibrera, blev svårmanövrerat och nostungt. På låg höjd var luftmotståndet större och ljudhastigheten högre vilket gjorde att samma problem sällan inträffade under attackuppdrag.
I augusti 1949 levererades de första jaktplanen till Skånska flygflottiljen (F 10) i Ängelholm med beteckningen J 21R. Redan efter ett år byttes de ut mot J 28B Vampire och överfördes till Skaraborgs flygflottilj (F 7). Där användes de som attackplan med beteckningen A 21R tills de kasserades hösten 1954. 
Tio 21R placerades på Blekinge flygflottilj (F 17) som träningsflygplan för blivande Saab 32-piloter. De planen användes till våren 1957. 
Ingen 21R bevarades för utställningsändamål, varför några frivilliga flyghistoriker byggde om ett av de tre bevarade kolvmotorförsedda flygplanen i slutet av 1990-talet. Det handlade om det plan som i många år stod utställd vid Tekniska museet i Stockholm. Detta ombyggda plan står numera på Flygvapenmuseum i Linköping.

## Versioner
Flygvapnets ursprungliga beställning var 124 stycken J 21R, varav 4 prototyper. Dock minskades antalet till 64 när erfarenheter från jaktförbandstjänst på F 10 visade att J 21R inte klarade kraven som jaktflygplan. Istället konverterades 21R till attackflygplan, där de 34 första individerna var försedda med motorn Goblin 2 (RM1). De resterande 30 flygplanen var försedda med svensktillverkad Goblin 3 (RM1A).
- J 21RA: Försedd med en 20 mm akan typ Bofors, fyra stycken 13,2 mm ksp.
- A 21RA/B: Samma beväpning som J 21RA, samt ett ställ för 14,5 cm attackraketer under mittvingen.

| Benämning | Antal | Tidsperiod | Typ            | Basering  |
| Sverige   | Antal | Tidsperiod | Typ            | Basering  |
| --------- | ----- | ---------- | -------------- | --------- |
| J 21RA    | 30    | 1949–1951  | Jaktflygplan   | F 10      |
| A 21RA/B  | 30    | 1950–1956  | Attackflygplan | F 7, F 17 |

### Webbkällor
- ”Saab 21R”. aef.se. http://www.aef.se/Flygvapnet/Notiser/SAAB_21R_notis_2.htm. Läst 15 augusti 2015.